# Pogonosoma beccarii
Pogonosoma beccarii är en tvåvingeart som beskrevs av Camillo Rondani 1875. Pogonosoma beccarii ingår i släktet Pogonosoma och familjen rovflugor. Inga underarter finns listade i Catalogue of Life.